# Петер Ельфельт
Пе́тер Е́льфельт (дан. Peter Elfelt, справжнє ім'я — Петер Ларс Петерсен (дан. Peter Lars Petersen); нар.1 січня 1866, Гельсінгер, Данія — пом. 18 лютого 1931, Копенгаген, Данія) — данський фотограф та кінорежисер, піонер данського кінематографу.

## Біографія
Петер Ларс Петерсен (ім'я Петер Ельфельт він узяв у 1901 році коли почав знімати фільми) народився 1 січня 1866 року в Гельсінгері, Данія, у бідній сім'ї. З дитинства вимушений був заробляти на життя посильним у крамниці бакалійника. У 13-річному віці почав вчитися ремеслу фотографа.
У 1893 Ельфельт році разом з двома братами відкрив у Копенгагені фотоательє, яке швидко стало популярним у жителів міста. Через сім років він отримав статус придворного фотографа (дан. Kongelige Hoffotograf).
З поїздки до Парижа у 1896 році Ельфельт привіз кінокамеру, і на початку 1897 року зняв перший данський фільм «Їзда на гренландських собаках» (дан. Kørsel med Grønlandske Hunde). За подальші 15 років Ельфельт створив близько 200 документальних фільмів, що зафіксували різні аспекти данського життя: данський королівський двір, світські хроніки, спортивні змагання, народні гуляння, хореографічні номери данського балету, вулиці міст nf багато іншого.
У 1903 році Петер Ельфельт зняв свій перший і єдиний художній фільм «Страта» (дан. Henrettelsen). Стрічка була заснована на реальній історії, що сталася у Франції, і розповідала про жінку, засуджену до страти за вбивство своїх дітей. Фільм зберігся не повністю.
Попри те, що сам Ельфельт вважав себе передусім фотографом, він був справжнім піонером данського кінематографу і займався різними сферами кіновиробництва. У 1901 році він відкрив у Копенгагені перший данський кінотеатр København Kinoptikon, а в 1904-му зняв перший данський рекламний фільм про пивоварню у Свендборзі.
До появи кінокомпанії Nordisk Film Петер Ельфельт впродовж десяти років був фактично монополістом у виробництві данських кінострічок.
Петер Ельфельт помер 18 лютого 1931 у Копенгагені, де й похований на цвинтарі Ассістенс.